# Lila Guerrero
Lila Guerrero (Buenos Aires, Argentina, 16 de junio de 1906 - ibídem 24 de diciembre de 1986) cuyo nombre real era Yelizaveta Innokéntievna Yákovleva (en ruso, Елизаве́та Инноке́нтьевна Я́ковлева) y utilizaba el seudónimo de Elsa Betty Iakovleff, fue una poeta, traductora, ensayista, dramaturga y crítica literaria.
Hija de la militante socialista rusa Ida Isáakovna Bóndareva (1887-1977) que debió emigrar a la Argentina, fue llevada por su madre a Moscú donde permaneció 11 años y regresó con su esposo Luis Víctor Sommi a su país, donde continuó sus estudios y desarrolló su vida profesional. Es conocida por sus traducciones de autores rusos y soviéticos, en especial de Vladímir Mayakovski y de Maxim Gorki, además de escribir poesía y ensayos.

## Antecedentes personales
Era hija de Innokenti Ilich Yákovlev y de Ida Isáakovna Bóndareva (1887-1977), una militante socialista rusa, que debió emigrar en razón de su actividad política y se radicó en Argentina formando parte de la primera corriente migratoria judía a ese país. Su padre, que también había viajado a Argentina, regresó a Rusia antes de la Primera Guerra Mundial y su madre se unió al ingeniero y escritor Moisés Kántor, quien la adoptó como hija. Tanto Kántor como Ida Isaákovna Bóndareva militaron en el Partido Comunista Argentino, y la propia Lila también se unió al mismo.
Lila viajó a Moscú en 1926 llevada por su madre Ida Isáakovna y allí tuvo trato con Vladímir Mayakovski y Lilia Brik. En 1937, dejó la Unión Soviética acompañada de su pareja, el también argentino Luis Víctor Sommi, a quien había conocido en Moscú y que fue su compañero hasta el fallecimiento. Participó en la Guerra Civil Española, por lo cual fue condecorada con la Orden de la Estrella Roja, antes de regresar a la Argentina, donde se graduó en la carrera de Letras en la Universidad de Buenos Aires.

## Obras
Tradujo a autores rusos y soviéticos, en especial poetas modernos, y sus trabajos más recordados fueron las primeras versiones castellanas de obras selectas de Mayakovski en cuatro tomos (Platina, 1959) y del teatro completo de Maxim Gorki en cinco tomos (Quetzal, 1962). Además escribía poesía y ensayos, y traducía del portugués y del inglés.
Hizo la traducción y prólogo de la novela La derrota (1920) de Aleksandr Fadéyev y tradujo el ensayo Leon Tolstói, de Nikolái Gudziy  publicado por editorial Pueblos Unidos, Montevideo, Uruguay (1945). Otras traducciones fueron de obras de Nikolái Ostrovski, Dmitri Fúrmanov, Aleksandr Pushkin, Mijaíl Lérmontov, Iliá Ehrenburg, Konstantín Símonov, Alekséi Nikoláyevich Tolstói, Borís Pasternak, entre otros.
Entre sus obras poéticas se encuentran Dolor Armado (1946), Intimando con el Cielo (1960), Mis Devociones (1966) y Pasional Argentina (1955), todos ellos publicados por Editorial Aconcagua en Santiago (Chile); Poesía-pintura, 32 Poemas A 32 Pintores (1971) y Los precursores (1974) poemas dedicados a diferentes poetas y pintores, argentinos, latinoamericanos y españoles, por lo general de filiación comunista, ambos de Editorial Losada; Poemas y traducciones, Voces y silencios de la danza (Ediciones Dead Weight, 1980) y Antología poética. 1946-1976 (Ed. Gonzalo Pineda, 1976), todos ellos de Buenos Aires.
Publicó las obras de teatro Rimbaud, la última fuga (Drama en tres  actos) y Liceo de señoritas (Estudiantina en tres actos) Ediciones Teatro siglo XX - Editor Gonzalo Pineda, Argentina (1981) y Federico García Lorca. Sus últimos días (drama, Buenos Aires: Editor Gonzalo Pineda, 1986). En la obra Las heroicas mujeres de España: Discursos (Asunción, Paraguay, Editorial Indoamericana, 1938), se encuentran los discursos de Gregorio Bermann, Lila Guerrero y Dolores Ibárruri –La Pasionaria-  pronunciados en el homenaje del pueblo argentino a La Pasionaria el  28 de marzo de 1937.
Lila Guerrero falleció en Buenos Aires el 24 de diciembre de 1986.